# Galanthus plicatus
Galanthus plicatus là một loài thực vật có hoa trong họ Amaryllidaceae. Loài này được M.Bieb. mô tả khoa học đầu tiên năm 1819.

## Hình ảnh

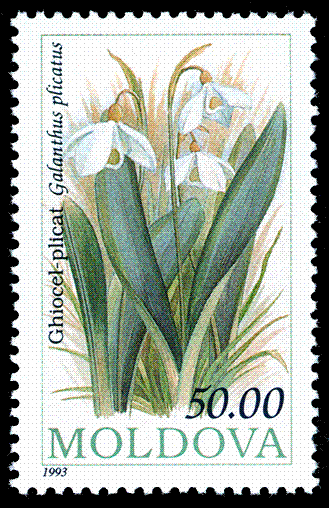